# Dutliman, Bandırma
Dutliman là một xã thuộc huyện Bandırma, tỉnh Balıkesir, Thổ Nhĩ Kỳ. Dân số thời điểm năm 2010 là 109 người.